# Dit de zinc

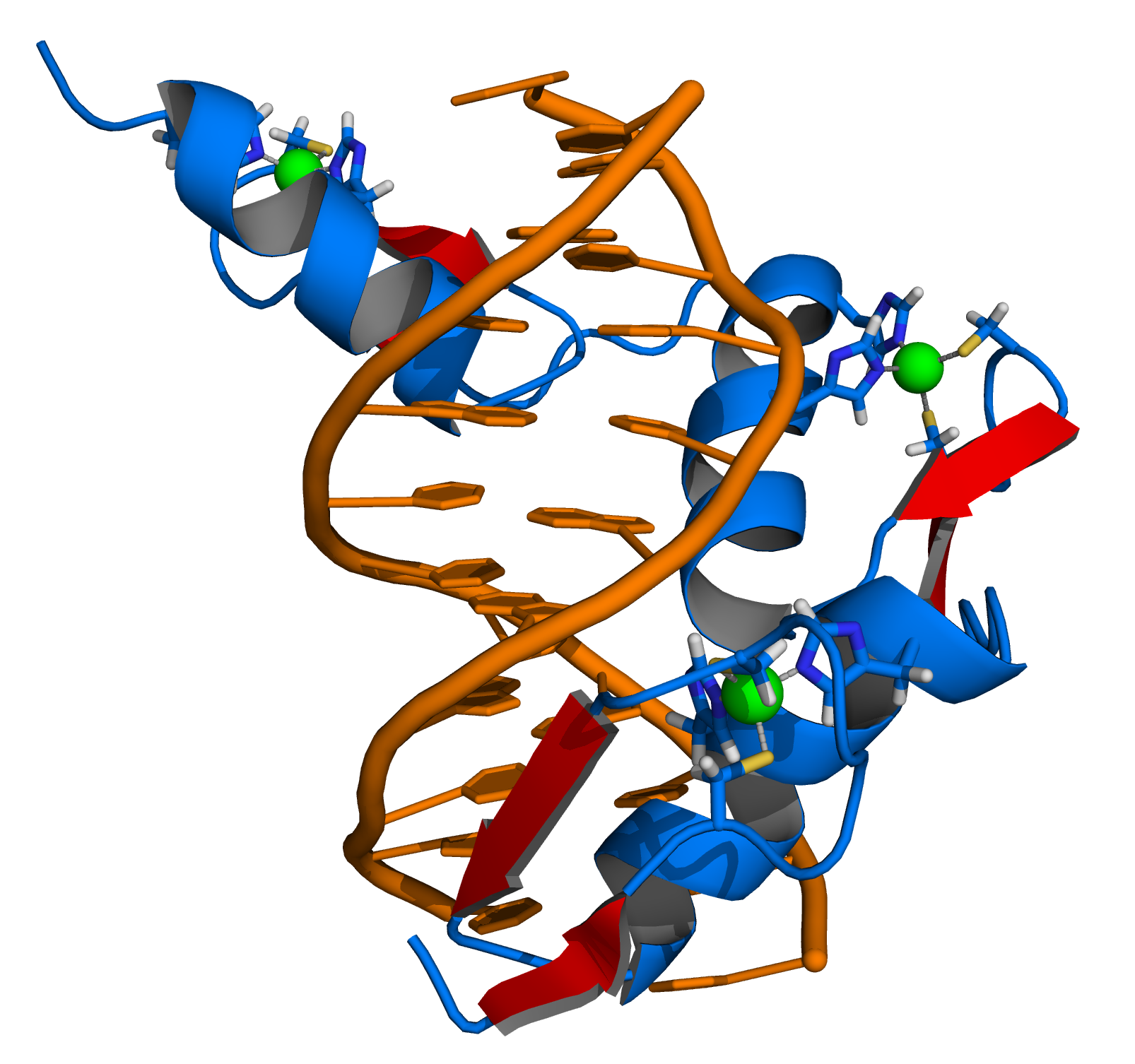
Representació de la proteïna Zif268 (blau) contenint tres dits de zinc en complex amb l'ADN (taronja). En verd els residus d'aminoàcids coordinants del ió de zinc central.

Les proteïnes dits de zinc es troben dins del grup de les anomenades metal·loproteïnes, degut a la necessitat d'unir un o més ions metàl·lics, en aquest cas el zinc, per a dur a terme les seves funcions biològiques, regular les seves activitats o estabilitzar les seves estructures terciàries o quaternàries. Els dominis dits de zinc formen estructures úniques molt sòlides, sostingudes en la majoria dels casos per residus aminoacídics de cisteïnes (C) i histidines (H). Estudis experimentals mostren que quan el zinc és mogut del nucli de les estructures, els residus aminoacídics interaccionen entre si formant grans complexos de proteïnes que perden la seva funcionalitat, pel que l'acció coordinada entre la unió del zinc i el correcte plegament de la proteïna té moltes conseqüències tant químiques com biològiques.

## Relació amb l'ADN
En un primer moment, els dominis dits de zinc van ser observats com a possibles factors de transcripció, ja que són capaços d'interaccionar de forma específica amb l'ADN, per la qual cosa també se'n diuen "proteïnes que uneixen ADN".
Ja de bon principi va ser possible evidenciar com certes estructures cristal·logràfiques de proteïnes regulatòries s'unien a les seves seqüències de l'ADN diana; això no obstant, ja fa uns anys que se sap que els dominis dits de zinc porten a terme diverses funcions en els diferents processos cel·lulars, com ara la traducció, metabolisme, senyalització, unint-se també a l'ARN o altres proteïnes que presenten aquest domini.

## Funcions dels dits de zinc
Hi ha com a mínim quinze classes de dits de zinc diferenciant-se entre si per la seva natura i per l'estructura dels residus que s'enganxen al Zinc. Aquests dominis poden fer diferents funcions tant a l'ADN com a l'ARN.
Les C4 (llaç o cinta) normalment es troben en enzims involucrats en la transcripció i la replicació de l'ADN. Les C4 de la família GATA inclou factors de transcripció que regulen l'expressió de gens en diversos teixits durant el desenvolupament cel·lular. El dit de zinc de l'extrem C terminal reconeix i s'uneix a la seqüència (A/T)GATA(A/G) de l'ADN, mentre que el dit de zinc que es troba en el N terminal no s'uneix a l'ADN, encara que sembla modular la unió del C terminal mitjançant la intersecció amb altres factors transcripcionals.
La GAL4 dels llevats és la proteïna més estudiada de la classe C6. Aquesta proteïna activa la transcripció de gens involucrats en la utilització de la galactosa i la melibiosa, i és un monomer en absència de l'ADN, no obstant s'uneix a una seqüència de 17 parells de bases de l'ADN en forma de dímer.
Una altra classe són les C8, aquest domini es troba present en alguns receptors intracel·lulars proteics com l'estrogen, glucocorticoides, i receptors retinoics. Els residus que conformen el domini s'uneixen a dues seqüències de l'ADN de 6 parells de bases que constitueixen l'element de resposta hormonal. La unió a l'ADN requereix la dimerització del domini.
Finalment, cal mencionar la classe RING fingers (C3HC4 - C3H2C3). En aquest grup trobem proteïnes com la Rad5, involucrades en la reparació de l'ADN.